# Strobilanthes jugorum
Strobilanthes jugorum là một loài thực vật có hoa trong họ Ô rô. Loài này được Benoist miêu tả khoa học đầu tiên năm 1934.